# Carlos Said
Carlos Said (Teresina, 14 de janeiro de 1931) é um ex-futebolista, advogado, radialista e jornalista brasileiro. Foi um dos fundadores do River Atlético Clube em 1946,  time pelo qual também foi goleiro sendo campeão piauiense nos anos de 1952, 1953 e 1954 e também foi o pioneiro da imprensa esportiva do Piauí. Atualmente Carlos Said é advogado e jornalista esportivo da Rádio Cidade Verde e da TV Cidade Verde.
No dia 2 de fevereiro de 2011 foi lançado o livro Como Era Bom aos Domingos, do professor, jornalista e escritor Gustavo Said, filho de Carlos Said. O livro conta parte da trajetória do "Magro-de-Aço" em sua vida como educador, literato, esportista e pai de família, além de exemplos nessas suas várias atividades.

## Homenagens
Ao longo dos anos Carlos Said recebeu várias homenagens, entre as quais se destaca a do Tribunal de Justiça Desportiva do Piauí e o Troféu Carlos Said, evento tradicional criado em 1985, que premia os melhores atletas do ano na capital piauiense.